# Castelo de Zoppola
O Castelo de Zoppola é um castelo do século 11 na província de Pordenone, na região de Friuli-Venezia Giulia, no norte da Itália.
Em 1103, o castelo foi entregue à família Zoppola. Já esteve cercado por três fossos e paredes. Em 1405, passou a ser propriedade do patriarca de Aquileia, Antonio Panciera, que mais tarde se tornou cardeal; ainda pertence à família. No pátio interno encontram-se afrescos de Pomponio Amalteo. O interior tem afrescos de Giovanni Battista Tiepolo, Pietro Longhi e Giovanni da Udine (atribuídos).